# Frenchcore
El nombre frenchcore se utiliza para denominar al hardcore techno (industrial) uptempo procedente de Francia. Se caracteriza principalmente por un sonido bajo distorsionado a 200 (BPM) pulsaciones por minuto con algunas canciones que pueden llegar a los 300 BPM, es un subgénero escuchado principalmente en Francia y Países Bajos sus mayores exponentes en la actualidad son Dr. Peacock y Sefa. Por lo general es asociado a un baile particular de esta cultura: Hakken o Hakkuh, originariamente holandés.
Algunos ejemplos de este estilo son las canciones "Irish Banger" de Dr. Peacock, "Renegade Returns" de Radium, "Corsica" por DJ TSX, "Orphaned Land" por Goetia & Venom
- Datos: Q1455487